# Tomàs Oliver Salas
Tomàs Oliver Salas (Llucmajor, Mallorca, 1934), és un músic mallorquí.
Tomàs Oliver estudià amb el pare Joan Baptista Aulí i al Conservatori Professional de Música i Dansa de Balears. Ha format part dels conjunts de música lleugera Brassil, Palmans, Titos, Guancos des del 1951 fins al 1981 i de l'Orquestra Simfònica de Mallorca entre 1964 i 1972. Des del 1983 dirigeix la coral Brotet de Romaní, de la barriada de la Soledat de Palma. Com a compositor ha compost El caracol i ha fet arranjaments i harmonitzacions.